# Spartina
Spartina és un gènere de plantes de la subfamília de les cloridòidies, família de les poàcies, ordre de les poals, subclasse de les commelínides, classe de les liliòpsides, divisió dels magnoliofitins.

## Taxonomia
- Spartina alterniflora
- Spartina argentinensis Galiano
- Spartina densiflora Brongn. ex Beer
- Spartina maritima (Curtis) Fernald
- Spartina merrillii A. Chev.
- Spartina versicolor Fabre